# Integração contínua
Na engenharia de software, integração contínua (IC), do inglês 'continuous integration (CI), é a prática de mesclar todas as cópias de trabalho dos desenvolvedores em uma linha principal compartilhada, várias vezes ao dia. Grady Booch propôs pela primeira vez o termo IC em seu método de 1991, embora ele não tenha defendido a integração várias vezes ao dia. A programação extrema, Extreme Programming (XP) em inglês, adotou o conceito de IC e defendeu a integração mais de uma vez por dia - talvez até dezenas de vezes ao dia.

## Justificativa
Ao iniciar uma mudança, um desenvolvedor obtém uma cópia da base de código atual com a qual trabalhar. À medida que outros desenvolvedores enviam o código alterado para o repositório de código-fonte, esta cópia deixa gradualmente de refletir o código do repositório. Não apenas a base de código existente pode mudar, mas um novo código pode ser adicionado, bem como novas bibliotecas e outros recursos que criam dependências e conflitos potenciais.
Quanto mais o desenvolvimento continuar em um branch sem se fundir de volta à linha principal, maior será o risco de vários conflitos de integração e falhas quando o branch do desenvolvedor for eventualmente fundido de volta. Quando os desenvolvedores enviam código para o repositório, eles devem primeiro atualizar seu código para refletir as mudanças no repositório desde que fizeram sua cópia. Quanto mais mudanças o repositório contém, mais trabalho os desenvolvedores devem fazer antes de enviar suas próprias mudanças.
Eventualmente, o repositório pode se tornar tão diferente das linhas de base dos desenvolvedores que eles entram no que, às vezes, é chamado de "inferno de fusão" (merge hell) ou "inferno de integração" (integration hell), onde o tempo que leva para integrar excede o tempo que levou para fazer suas alterações originais.

## Fluxos de trabalho (workflows)

### Executar testes localmente
A Integração Contínua deve ser usada em combinação com testes de unidade automatizados, escritos por meio de práticas de desenvolvimento orientado a testes. Isso é feito executando e passando todos os testes de unidade no ambiente local do desenvolvedor antes de se enviar (commit) à linha principal. Isso ajuda a evitar que o trabalho em andamento de um desenvolvedor interrompa a cópia de outro desenvolvedor. Onde necessário, recursos parcialmente completos podem ser desabilitados antes de confirmar, usando alternadores de recursos, por exemplo.

### Compilação de código em Integração Contínua
Um servidor de compilação compila o código periodicamente ou mesmo após cada envio (commit) e relata os resultados aos desenvolvedores. O uso de servidores de compilação foi introduzido fora da comunidade XP (programação extrema) e muitas organizações adotaram IC sem adotar todo o XP.